# Traian Lupea
Traian Lupea (n. 1878, Cugir, județul Alba – d. 1967, Cugir) a fost un deputat în Marea Adunare Națională de la Alba Iulia, organismul legislativ reprezentativ al „tuturor românilor din Transilvania, Banat și Țara Ungurească”, cel care a adoptat hotărârea privind Unirea Transilvaniei cu România, la 1 decembrie 1918.:p. 77

## Biografie
Dimitrie Barbu a studiat la școala primară și la gimnaziul din Orăștie, pentru ca mai apoi să urmeze pedagogia la Blaj. A fost învățător în Cugir.:p. 210

## Activitatea politică
În Adunarea Națională din 1 decembrie 1918 a reprezentat ca delegat cercul electoral din Orăștie.:p. 210